# 대한민국의 수석교사
수석교사는 대한민국의 유 ·  초 ·  중 ·  고등학교의 교사 중 수업 전문성이 뛰어난 교사들이 교감이나 교장 등의 관리직으로 승진하지 않고도 일정한 대우를 받고 지속적으로 교단에서 교직생활을 할 수 있도록 하며, 교원의 전문성 제고를 위해 도입된 제도이다. 초·중등교육법에 근거하고 있으며, 법제화된 이후 2016년 현재 17개 시·도에서 유·초등 및 중등 수석교사 총 1,800여명이 활동하고 있다.

## 배경
대한민국의 교원은 그 직급이 평교사와 교감, 교장으로 분리되어 있다. 평교사는 정교사 자격증을 가진 사람이어야 하며, 교감은 교감 자격증을 가져야 한다. 또한 교장도 교장 자격증을 가져야 직무를 수행할 수 있도록 되어 있다. 이들 자격증은 법에 정해진 자격 외에도 경력평정점수, 근무성적평정점수, 연수성적의 평정점수 및 가산점을 합산하여 명부를 작성하므로 자격을 얻기 위해서는 학생들의 지도 외에도 많은 경력을 가지고 있어야 한다.
이러한 교장 ·  교감의 자격 제도는 일반공무원에 비해 직급의 단계가 적고, 따로 자격증을 받아야 승진할 수 있다는 점에서 그 경쟁이 무척이나 치열한 편이다. 또한 평교사보다 교감, 교장의 직급을 가져야 사회적인 대우를 받는다는 인식이 깔려 있어 많은 교사들이 일찍 교장, 교감으로 승진하기 위해 노력하고 있다. 그런데 문제는 이러한 승진이 일선 학교교육에 매진하는 교사의 승진 기회를 빼앗는다는 점이다. 여러 가지 평정점수를 받는 일과 학생들의 지도에는 괴리가 있는데, 이는 교사가 학생 지도에 매진할 수 없게 만든다. 또한 교장과 교감은 일선 학교의 관리직으로, 정년까지 학생 지도에 매진하려는 교사의 승진 기회가 없다는 단점이 있다.
따라서 1980년대부터 정부는 관리직 외에 우수 교사들의 보상책과 학내 장학을 위해 우수교사를 따로 선발하는 제도를 준비해 왔다. 그러나 우수교사의 지위나 역할에 관한 이견이 끊임없이 제기되어 이 제도는 시행되지 못하였고, 2008년에 이르러서야 시범적으로 운영되기 시작하였다. 현재 초 ·  중 ·  고등학교에 466명이 활동하고 있으며 2010년에 500명을 더 선발하여 본격적으로 운영하게 된다.

## 수석교사와 관리직군
수석교사제도는 교육전문가(수석교사)와 관리직군(교감 및 교장)으로 교원자격체제를 이원화한 것으로, 교육공무원법 제29조의4에 따라 임기 중에 교장·원장 또는 교감·원감 자격을 취득할 수 없도록 하고 있다. 이에 대하여 수석교사들이 평등권 침해를 이유로 헌법소원을 제기하였고, 헌법재판소는 ‘교육공무원법 제29조의3 제4항 등 위헌확인 사건’에서 아래와 같이 판시하였다.
수석교사제도는 기존에 교사들이 평교사·교감·교장으로 승진하는 것을 목표로 하던 관행에서 벗어나 수업 전문성이 뛰어난 교사들이 교장 등 관리직으로 승진하지 않고도 일정한 대우를 받으면서 지속적으로 교단에서 자긍심을 갖고 교직생활을 할 수 있도록 하려는 취지에서 도입된 제도이다. … 일원적·수직적인 교원승진체계에서 벗어나 전문적으로 교수·연구활동을 담당하도록 신설된 별도의 직위인 수석교사를 교장 등 관리직 교원과 달리 운영하고 이를 조기에 정착시키려는 데에 심판대상조항의 입법목적이 있는 점, 제도의 정착을 위해서는 수석교사들이 교장 등 관리직에 지원하거나 관리직으로 나아가기 위한 경력 관리를 하는 것을 제한하는 것이 불가피한 점, 일반 교사로 남아 교장 등 관리직 자격을 취득할지 수석교사가 되어 연구·교수 지원 활동에만 전념할지 여부는 본인의 자발적인 선택에 달려 있는 점, 그리고 수석교사를 그만두고 일반 교원으로 복귀하면 교장 등 관리직 승진을 위한 자격 취득이 가능한 점 등을 고려할 때, 심판대상조항은 청구인들의 평등권을 침해하지 아니한다.— 헌법재판소 2017.07.27. 선고 2017헌마599

선례인 헌법재판소 ‘2012헌마494’ 사건에서도 동일한 취지로 판시하였다. 여기서 헌법재판소는 수석교사에게 지급되는 연구활동비에 대하여 아래와 같이 판시하였다.
수석교사에게는 이러한 관리업무수당이나 직급보조비 대신 이 사건 임용령조항에 따라 연구활동비가 지급되며, 실비변상적 성격의 수당으로서 교감 등에게 지급되는 직급보조비와 유사하다. 수석교사에게 교장 등 관리직 교원과는 달리 관리업무수당 등을 지급하도록 규정하지 않은 것은, 관리직 교원과 수석교사가 담당하는 업무가 서로 다른 것에서 기인한다. 교장 등의 관리직 교원에게는 교무를 통할하고 소속 교직원을 지도·감독하는 관리 임무가 부여되는 반면에, 수석교사에게는 교사로서의 기본 직무 이외에 교수·연구활동 지원이라는 특수한 임무가 부여된다.— 헌법재판소 2015.06.25. 선고 2012헌마494

헌법재판소는 관리직 교원과 수석교사가 담당하는 업무가 서로 다르므로 관리직군의 직급보조비와 유사한 연구활동비를 지급하는 것으로 본 것이다.

## 수석교사의 선발
교육경력이 15년 이상 되는 교사에게 응시 기회가 주어진다. 지원자격에 해당하는 지원자들은 교육활동실적 요약서, 수석교사 활동계획서, 기타 서류 등을 제출해 1차로 서류심사를 통하며 2차로는 수업능력 심사와 면접을, 3차로는 동료교사와의 면담으로 전형을 진행한다. 이렇게 선발된 수석교사는 한국교원대학교 종합교육연수원 등에서 90시간의 기본 연수를 받고 자격을 부여받는다. 그리고 선발 임용 이후에도 해 마다 90시간의 직무 연수를 이수하여야 한다.

## 수석교사의 역할
수석교사는 다른 교사보다 수업 시수가 1/2 감축되며, 40만원의 활동비를 지원받는다. 따라서 수석교사는 동료교사의 수업참관과 조언, 신규교사의 멘토링, 각종 연수와 워크숍 강의 및 참가 등의 역할을 수행해야 한다. 곧 소속학교의 수업 이외에 학교나 교육청 단위의 현장 연구, 교육과정, 교수-학습, 평가방법의 개발과 보급, 교내 연수의 주도, 신임교사 멘토링 등의 역할이 주어지는 것이다. 또한 1급 정교사 자격연수 등 교원양성과 연수기관 강의 등 교과교육 관련 외부 활동도 역임한다.

## 같이 보기
- 교장
- 교감
- 교사

## 인용
1. ↑  â 전면 확대… 내년 500명 선발키로, 세계일보
2. ↑  수석교사제, 교단에 새바람 불까? 매일신문